# Surf de rem
El surf de rem (o Stand Up Paddle, o Paddle Surf, en anglès) és una antiga forma de lliscament en la qual el navegant utilitza un rem o pala per propulsar-se per l'aigua mentre es troba dempeus sobre una taula de surf. Aquesta disciplina té el seu origen en les arrels dels pobles polinesis. La denominació en hawaià és Ku Hoe He'e NALU, que vol dir posar-se dempeus, remar, navegar una onada.

## Història
La història més recent es remunta a la dècada del 1960, quan els instructors de surf a la platja de Waikiki feien servir els seus longboards i rudimentaris rems de canoa per a fer fotografies dels seus alumnes. També els permetia tenir una millor visibilitat del grup i avisar de l'arribada de les onades d'una manera fàcil.
A principis de l'any 2000, surfistes hawaians com ara Dave Kalama, Brain Keaulana, Archie Kalepa i Laird Hamilton van començar a fer surf de rem com una forma alternativa d'entrenar-se. Aquesta nova variant del surf els permetia entrenar i gaudir del mar sense onades ni vent, alhora que surfejar les onades més grans del planeta.
Amb els anys es trobaren participant en esdeveniments com la Paddle board Race Molokai Oahu, Makaha la Junta Big Surf Classic, entre d'altres.
La clau de la popularitat d'aquest nou esport és precisament la diferència entre la idea moderna de surf i el surf de rem. Aquest últim no necessita l'onada: es pot remar en mar obert, en ports, en llacs, rius o qualsevulla gran massa d'aigua.

## Taules i rems
El surf de rem té dos pols: Waves (surf / onades) i Race (Regates / Curses). La millor manera de definir per a què serveix cada taula és la llargada.
- Waves: fins a 10 peus
- Híbrida: de 10 a 12 peus
- Race: més de 12 peus

Una pala més llarga necessita rebre més força per part de l'esportista. Les mesures més comunes són 8,3; 8,7 i 9,0 peus.

## Modalitats
Hi ha diferents modalitats de surf de rem:
- Onades: És la modalitat que utilitza taules més aviat petites i amples, que siguin prou estables però maniobrables. Es tracta de surfejar onades.

- Travessa: La modalitat perfecte per les persones que volen fer rutes llargues i passar llargues estones sobre la taula. Són taules més allargades i de forma punxeguda, que milloren el desplaçament sobre l'aigua. Aquesta modalitat permet passar un dia complet descobrint nous racons sobre la taula.
- Carreres: Aquestes taules són les més estretes i allargades, sovint força inestables, però ràpides sobre l'aigua. S'utilitzen per fer competició.
- Riu: La modalitat de riu és considerada un esport de risc, i consisteix en baixar per les aigües braves dels rius amb el surf de rem. Una modalitat divertida però a la vegada perillosa, que utilitza taules curtes però amples, similars a les d'onades però més reforçades i amb un volum major.
- Ioga: Una de les modes del surf de rem es practicar ioga damunt d'elles. Una activitat relaxant molt recomanada. S'utilitzen taules amples i grosses, que augmentes l'estabilitat.

## Beneficis per a la salut
El treball de CORE (estabilitat / tronc / postura) és emmascarat; això vol dir que sense adonar-se'n, el SUPista estarà potenciant els músculs de tronc i els reflexos naturals de l'equilibri notant grans beneficis en terra ferm després de pocs entrenaments. A més, aquesta demanda especial dels músculs del CORE, generen una despesa extra de calories independent del ritme de remat.